# Уништитељ
Уништитељ (ен: Ravager) је измишљени свемирски брод који се појављује у видео-игри  (Звездани ратови: Витезови Старе Републике II: Господари Сита) и који представља матични свемирски брод Сит флоте Дарт Нихилуса. То је био бивши брод Републике тешко оштећен у бици код Малакора 5. Технички неспособног за пловидбу, Уништитеља је одржавала једино Нихилусова воља. Његов оклоп, пробијен на неколико места, штитило је само његово магнетско поље.
Током Мандалоријанских ратова Уништитељ је служио у Републичкој флоти и био је, као и многи други бродови његовог типа, крстарица за пратњу капиталних бродова. Током коначне битке изнад неба Малакора 5 додељен је да штити Левијатан, што објашњава зашто га Карт Онази препознаје током игре. 
Ови бродови су првобитно били веома распрострањени у Републичкој флоти након Великог рата Сита, али су се из битке у битку показали као прилично бескорисни против ватрене моћи тежих мандалоријанских крстарица.
Ниједан брод Уништитељевог типа није успео да преживи до последње битке, а након краја рата Република је одлучила да више не прави овакве крстарице.
Брод су уништили Џедај Изгнаник и група Мандалоријанаца под вођством мандалора Кандеруса Ордоа.

## Сличност са Звезданим разарачем
Брод по много чему упадљиво личи на Звездани разарач класе Император укључујући: општи облик, распоред мотора, позицију командног торња и место хангара. Можда га је дизајнирао рани претходник Kuat Drive Yards-а, твораца линије звезданих бродова Звездани разарач. Такође, могуће је да структурне шеме за разараче потичу од овог брода.